# Saint Antoine l'Abbaye
Pour les articles homonymes, voir Abbaye de Saint-Antoine-l'Abbaye et Ancienne commune de St. Antoine l'Abbaye.

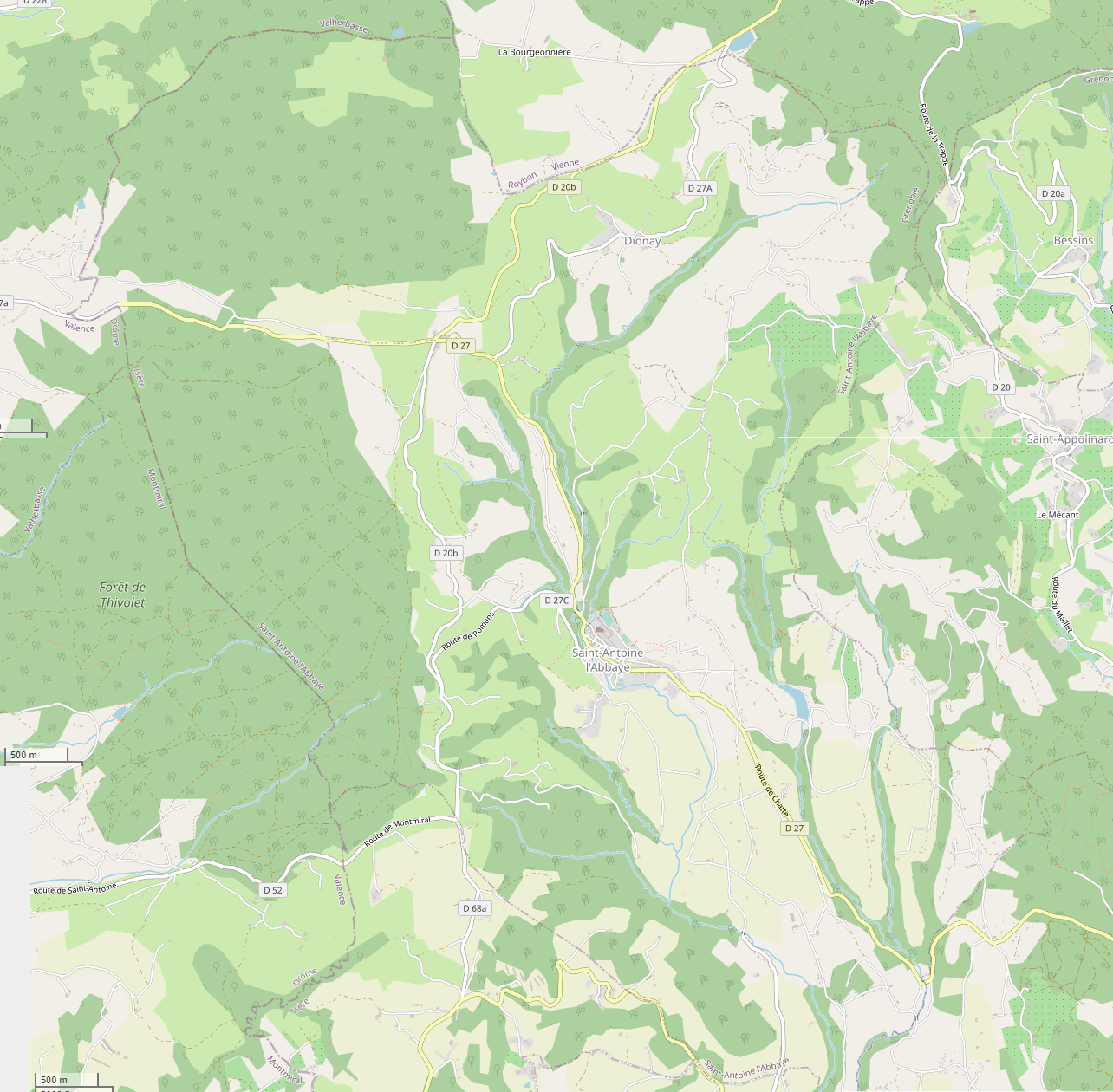
Saint-Antoine-l'Abbaye, nouvelle commune, OpenStreetMap, 2021.

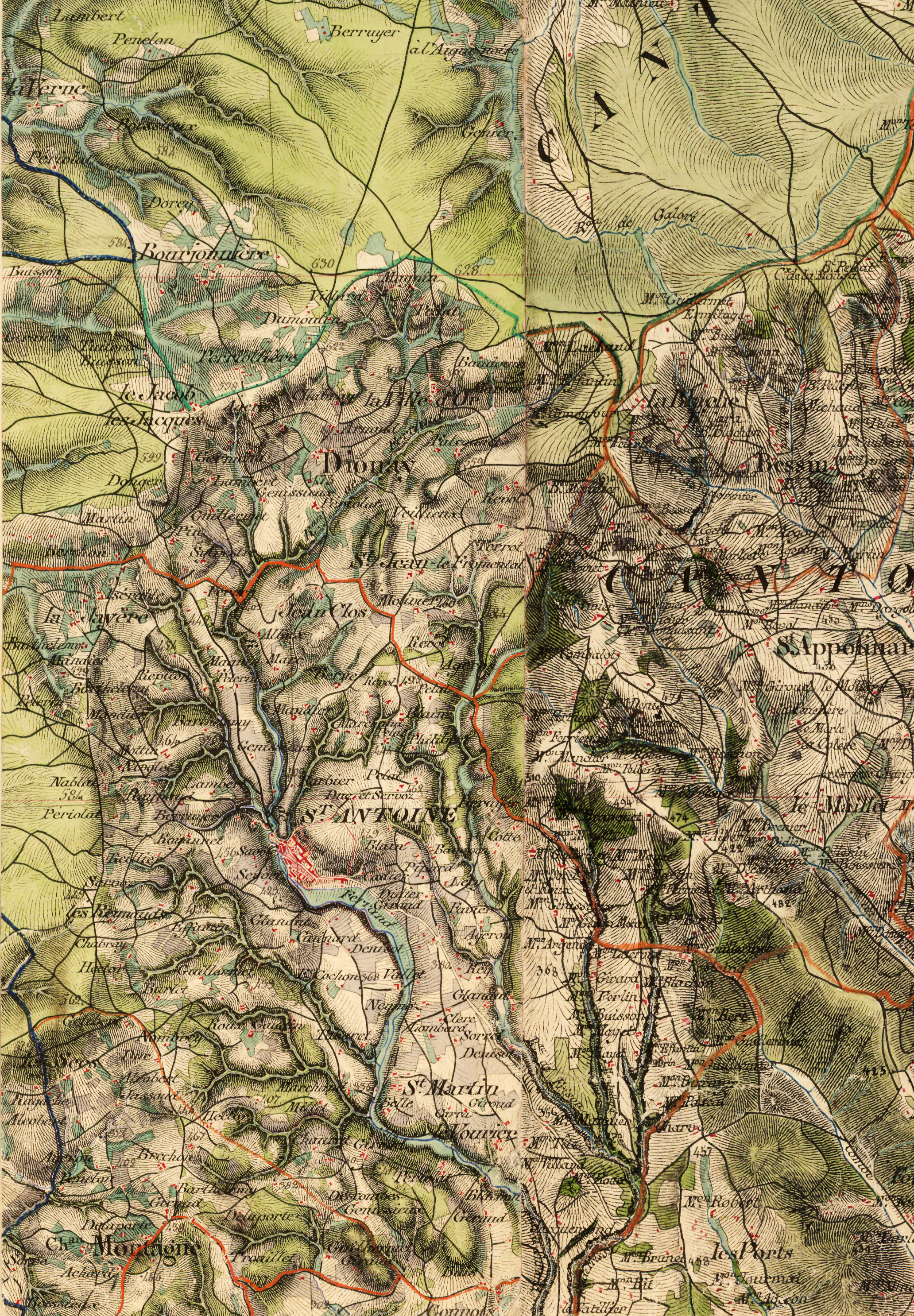
Saint-Antoine-l'Abbaye, carte d'État-major, 1866.

Saint Antoine l'Abbaye est, depuis le 31 décembre 2015, une commune française située dans le département de l'Isère en région Auvergne-Rhône-Alpes, née de la fusion des deux communes Saint-Antoine-l'Abbaye avec sa voisine Dionay.
Le village de Saint-Antoine-l'Abbaye est depuis 2009 le 151e « Plus beau village de France ».
Cette commune est adhérente à la communauté de communes de Saint-Marcellin Vercors Isère Communauté.

## Géographie

### Situation et description
La commune est située à l'ouest du département de l'Isère, au nord de la vallée de l'Isère et au sud de la plaine de Bièvre, en limite du département de la Drôme.

### Communes limitrophes
Les communes limitrophes sont Roybon, Bessins, Saint-Appolinard, Chatte, Saint-Bonnet-de-Chavagne, Montagne, Montmiral et Valherbasse.

### Climat
Pour des articles plus généraux, voir Climat d'Auvergne-Rhône-Alpes et Climat de l'Isère.
En 2010, le climat de la commune est de type climat océanique altéré, selon une étude du Centre national de la recherche scientifique s'appuyant sur une série de données couvrant la période 1971-2000. En 2020, Météo-France publie une typologie des climats de la France métropolitaine dans laquelle la commune est exposée à un climat de montagne ou de marges de montagne et est dans une zone de transition entre les régions climatiques « Moyenne vallée du Rhône » et « Alpes du nord ».
Pour la période 1971-2000, la température annuelle moyenne est de 11,7 °C, avec une amplitude thermique annuelle de 17,4 °C. Le cumul annuel moyen de précipitations est de 1 015 mm, avec 9,1 jours de précipitations en janvier et 6,2 jours en juillet. Pour la période 1991-2020, la température moyenne annuelle observée sur la station météorologique de Météo-France la plus proche, « Chatte_sapc », sur la commune de Chatte à 6 km à vol d'oiseau, est de 12,0 °C et le cumul annuel moyen de précipitations est de 967,8 mm,. Pour l'avenir, les paramètres climatiques de la commune estimés pour 2050 selon différents scénarios d'émission de gaz à effet de serre sont consultables sur un site dédié publié par Météo-France en novembre 2022.

## Urbanisme

### Typologie
Au 1er janvier 2024, Saint Antoine l'Abbaye est catégorisée commune rurale à habitat dispersé, selon la nouvelle grille communale de densité à sept niveaux définie par l'Insee en 2022.
Elle est située hors unité urbaine. Par ailleurs la commune fait partie de l'aire d'attraction de Saint-Marcellin, dont elle est une commune de la couronne,. Cette aire, qui regroupe 17 communes, est catégorisée dans les aires de moins de 50 000 habitants,.

### Risques naturels et technologiques

#### Risques sismiques
L'ensemble du territoire de la commune de Saint-Antoine-l'Abbaye est situé en zone de sismicité n°3 (sur une échelle de 1 à 5), mais en limite occidentale de la zone n°4 qui se situe dans la partie centrale du département de l'Isère dont fait partie un grand nombre de communes Sud-Grésivaudan.
| Type de zone | Niveau            | Définitions (bâtiment à risque normal) |
| ------------ | ----------------- | -------------------------------------- |
| Zone 3       | Sismicité modérée | accélération = 1,1 m/s2                |

## Toponymie
En l’an 1070, Guigues DISDIER, seigneur dans le Dauphiné, entreprend le voyage en Terre sainte avec son beau-Frère Jocelin de Châteauneuf et en rapporte le corps de Saint Antoine le Grand (ou d’Égypte). 
La translation des reliques de Constantinople à Saint Antoine nous est contée par Aymar Falco, historiographe de l’ordre antonin, récit paru en 1534, soit cinq siècles après les événements.
Antoine le Grand ou, Antoine d'Égypte ou Antoine l'Ermite ou saint Antoine est considéré comme le fondateur de l'érémitisme chrétien. Sa vie nous est connue par le récit qu'en a fait Athanase d'Alexandrie vers 360. Il serait né vers 251 et mort vers 356 à l'âge de 105 ans, entre les bras de ses deux disciples.
Les reliques sont déposées dans un lieu appelé « La Motte-Disdier » (motte = butte de terre où l’on construisait les châteaux alors en bois).
Puis elles sont déplacées dans le village de La Motte-aux-Bois qui devient Saint-Antoine-en-Viennois avant de prendre son nom actuel de Saint-Antoine-l'Abbaye, situé sur un chemin de Compostelle.
En 1080, un seigneur de la région, Gaston d'Anneyron, est guéri du mal des ardents en vénérant ces reliques. Il est souvent difficile d'identifier une maladie à partir du nom qu'on lui donnait à l'époque médiévale, mais nous savons par de nombreuses chroniques que le mal des ardents constituait un fléau épidémique aussi redouté que la peste et contre lequel il n'existait pas d'autre remède que de s'en remettre à la bienveillance des saints et d'attendre un miracle.
Les bénédictins, venus de Montmajour, s'installent et commencent alors la construction d'une église tandis qu'une confrérie charitable, la Maison de l'Aumône, dresse des hôpitaux pour accueillir et soigner les victimes du Mal des Ardents ou Feu de saint Antoine.
Ainsi sont posés les premiers fondements de l'église Saint Antoine en Viennois (ou Saint Antoine l’abbaye).
Là est fondé l’ordre des Antonins, qui deviendront les Hospitaliers lors des croisades.

## Histoire
- XIe – XVIe siècles : Le « feu Saint-Antoine », aussi appelé « mal des ardents » et aujourd'hui ergotisme, apparut durant la période médiévale avec pour foyers principaux les Flandres, la Lorraine, l'Aquitaine, l'Ile-de-France et le Dauphiné. La rumeur populaire attribua aux reliques de saint Antoine le pouvoir de guérir cette maladie. Les pèlerins et malades vinrent nombreux dans le village pour se faire soigner. Des établissements adaptés furent créés et gérés par l'ordre des Antonins, préfigurant de 500 ans ce que sera au XXe siècle l'assistance publique[14].

## Politique et administration

### Liste des maires
Jusqu'aux prochaines élections municipales de 2020, le conseil municipal de la nouvelle commune est constitué de tous les conseillers municipaux issus des conseils des anciennes communes. Le maire de chacune d'entre elles devient maire délégué.
| Nom                            | Code Insee | Intercommunalité              | Superficie (km2) | Population (dernière pop. légale) | Densité (hab./km2) |
| ------------------------------ | ---------- | ----------------------------- | ---------------- | --------------------------------- | ------------------ |
| Saint-Antoine-l'Abbaye (siège) | 38359      | CC du Pays de Saint Marcellin | 36,22            | 1 053 (2013)                      | 29                 |
| Dionay                         | 38145      | CC du Pays de Saint Marcellin | 14,01            | 119 (2013)                        | 8,5                |

| Période       | Période    | Identité              | Étiquette | Qualité       |
| ------------- | ---------- | --------------------- | --------- | ------------- |
| janvier 2016  | avril 2022 | Marie-Chantal Jolland | DVG       | Fonctionnaire |
| 11 avril 2022 | En cours   | Maryline Longis       | SE        |               |

### Jumelages
La commune est jumelée avec :
- Sermoneta (Italie) depuis 2007[19].

## Population et société

### Démographie
L'évolution du nombre d'habitants est connue à travers les recensements de la population effectués dans la commune depuis sa création.

En 2022, la commune comptait 1 258 habitants, en évolution de +7,98 % par rapport à 2016 (Isère : +3,07 %, France hors Mayotte : +2,11 %).
| 2014  | 2015  | 2016  | 2021  | 2022  |
| ----- | ----- | ----- | ----- | ----- |
| 1 170 | 1 167 | 1 165 | 1 228 | 1 258 |

### Enseignement
La commune est rattachée à l'académie de Grenoble.

### Médias
Historiquement, le quotidien à grand tirage Le Dauphiné libéré consacre, chaque jour, y compris le dimanche, dans son édition du Sud Grésivaudan, un ou plusieurs articles à l'actualité de la ville et de la communauté de communes, ainsi que des informations sur les éventuelles manifestations locales, les travaux routiers, et autres événements divers à caractère local.
La commune est située sur l'aire de diffusion de la radio Ici Isère, une radio publique qui émet sur tout le territoire du département de l'Isère.

## Économie
Les informations relatives à l'économie de cette commune sont la fusion des données relatives aux deux communes fusionnées.

## Culture locale et patrimoine
Les informations relatives au patrimoine de cette commune sont la fusion des données relatives aux deux communes fusionnées.

### Patrimoine culturel

#### Musées
- Musée de Saint-Antoine-l'Abbaye, musée départemental sur le trésor de l'abbaye[21]
- Musée de la taille de pierre

#### Autre monument historique
- Chapelle du cimetière de Saint-Jean-le-Fromental, classée monument historique en 1910.